# Lipson Island Conservation Park
Lipson Island Conservation Park är en park i Australien. Den ligger i delstaten South Australia, omkring 230 kilometer väster om delstatshuvudstaden Adelaide. Lipson Island Conservation Park ligger 4 meter över havet. Den ligger på ön Lipson Island.
Trakten är glest befolkad. Närmaste större samhälle är Tumby Bay, omkring 19 kilometer sydväst om Lipson Island Conservation Park. Genomsnittlig årsnederbörd är 430 millimeter. Den regnigaste månaden är juni, med i genomsnitt 90 mm nederbörd, och den torraste är oktober, med 9 mm nederbörd.